# Cinéma paraguayen

Un clap aux couleurs du drapeau paraguayen.

Le cinéma paraguayen est l'art cinématographique pratiqué dans l'État sud-américain du Paraguay. La première projection cinématographique s'est déroulé au Paraguay le 2 juin 1900. Le premier long métrage entièrement produit au Paraguay est Cerro Corá (es) (1978). Même s'il est resté modeste, le cinéma paraguayen a commencé à devenir plus actif au XXIe siècle avec des films comme El toque del oboe (1998) ; María Escobar (2002) ; O amigo Dunor (2005), qui a concouru pour le meilleur film au Festival international du film de Rotterdam ; Hamaca Paraguaya (2006), présenté au Festival de Cannes et bien accueilli par la critique tant au Paraguay qu'à l'étranger ; 7 cajas (2012) ; Latas vacías (es) (2014) ; et Luna de cigarras (2014).

## Histoire
Dans son livre The Livingstone of South America (1933), le missionnaire et linguiste Richard James Hunt (1874-1938) décrit l'impact sur les Indiens Enxet en 1895 lorsque le missionnaire écossais Wilfred Barbrooke Grubb a utilisé pour la première fois la lanterne magique (un appareil optique, précurseur du cinématographe). À partir de ce moment, la lanterne magique a été utilisée lors de tous les services religieux du dimanche à la station missionnaire Riacho Fernández, située à 48 kilomètres au nord de Concepción, sur les rives du fleuve Paraguay.
Le cinéma est arrivé au Paraguay avec les premières Vistas de Actualidad, au Teatro Nacional (plus tard Municipal) d'Asuncion, en juin 1900 (à peine cinq ans après les premières projections mondiales à Paris, en France). Les premiers films au Paraguay ont été réalisés par l'Argentin Ernesto Gunche (es) en 1905, d'après le cinéaste Manuel Cuenca dans Historia de cine paraguayo. Le premier film paraguayen a été Alma Paraguaya, un film muet de 10 minutes réalisé par Hipólito Carrón en 1925. Il a ensuite réalisé un certain nombre de courts métrages documentaires avec son neveu et assistant cadreur Agustín Carrón Quell. Quelques documentaires ont été tournés dans le pays au cours des décennies suivantes, mais la plupart d'entre eux sont aujourd'hui perdus. Le documentaire En el infierno del Chaco (es) (1932) de l'Argentin Roque Funes a été le premier film tourné au Paraguay à utiliser le son.
Le long métrage au Paraguay commence avec Codicia en 1955, la première de plusieurs coproductions argentino-paraguayennes, dont la plus célèbre est probablement La burrerita de Ypacaraí (es) de 1962. Le cinéma paraguayen a toujours souffert d'un manque de fonds, d'intérêt public et d'équipement, ainsi que du gouvernement répressif d'Alfredo Stroessner de 1954 à 1989. C'est pour cette raison que le réalisateur argentin Lucas Demare a choisi de tourner La sed (es) (1961), une adaptation du roman Hijo de hombre (es) de l'auteur paraguayen Augusto Roa Bastos, en Argentine. L'exception est le film Cerro Corá (es) (1978), financé par l'État et réalisé par Guillermo Vera, qui défendait les points de vue historiques et politiques du gouvernement Stroessner. Il s'agit du premier film entièrement réalisé au Paraguay et basé sur les événements de la guerre de la Triple-Alliance.
Peu de films sont tournés au Paraguay dans les années 1980, bien que certains films brésiliens aient été partiellement tournés dans le pays.
L'année 1989 a vu le renversement de Stroessner et le rétablissement de la démocratie. Depuis lors, la situation s'est lentement améliorée ; en 1990, la Fundación Cinemateca del Paraguay a été créée et le festival annuel du film d'Asunción a été inauguré, et plusieurs nouveaux cinémas ont été construits à Asunción et dans d'autres villes du Paraguay. Le film Miss Ameriguá (1994) a suscité un intérêt international, tout comme El toque del oboe (1998). Cet intérêt s'est poursuivi au début du nouveau siècle avec des films tels que María Escobar (2002), Miramenometokei (2003), Hamaca Paraguaya (2006), Felipe canasto (2010) et Semana capital (2010). Le financement reste cependant un problème et le marché est largement dominé par les films américains et argentins.
En 2015, le Paraguay a soumis sa première candidature à l'Oscar du meilleur film en langue étrangère, le documentaire El tiempo nublado d'Arami Ullón.
En septembre 2017, l'Académie du cinéma du Paraguay a choisi son deuxième candidat pour l'Oscar, Los Buscadores (es) de Juan Carlos Maneglia (es) et Tana Schémbori (es), réalisateurs de 7 Boxes. Exercices de mémoire de Paz Encina a également été nommé pour un prix Goya en Espagne.
En octobre 2017, le Sénat approuve avec la moitié de la sanction le projet de loi de Promotion audiovisuelle, avec lequel l'Institut national du cinéma du Paraguay pourrait être créé.
En 2018, le film Les Héritières est sélectionné en compétition officielle à la Berlinale 2018. Il s'agit du premier long métrage du réalisateur Marcelo Martinessi, et de la première apparition au cinéma pour son actrice principale, Ana Brun.